# Blephariglottis
Blephariglottis là một chi thực vật có hoa trong họ Lan.